# تیخون شیشوف
تیخون شیشوف (استونیایی: Tihhon Šišov؛ زادهٔ ۱۱ فوریهٔ ۱۹۸۳) بازیکن فوتبال اهل استونی بود.
از باشگاه‌هایی که در آن بازی کرده‌است می‌توان به باشگاه فوتبال لوادیا تالین، باشگاه فوتبال دیوری ای‌تی‌او، باشگاه فوتبال سیلامائه کالو، باشگاه فوتبال خزر لنکران، و باشگاه فوتبال نومه کالیو اشاره کرد.
وی همچنین در تیم‌های ملی فوتبال زیر ۲۱ سال استونی و استونی بازی کرده‌است.